# František Benda
František Benda (22. listopadu 1709, Benátky nad Jizerou – 7. března 1786, Postupim) byl český skladatel a houslový virtuóz období raného klasicismu.

## Životopis
František Benda (starší bratr skladatele Jiřího Antonína Bendy) pocházel z tkalcovské a muzikantské rodiny. Jeho otec Jan Jiří Benda byl tkadlec a venkovský muzikant. Matka Dorota pocházela ze známého hudebního rodu Brixi, její bratr Šimon byl skladatelem a varhaníkem v Praze.  František byl nejstarším z deseti dětí a pět z nich se v dospělosti věnovalo hudbě profesionálně.
Hudební nadání Františka Bendy se projevilo už ve škole v rodných Benátkách. Od osmi let hrál na housle. Učitel si povšiml, že má krásný hlas a nechal ho zpívat v kostele na kůru. V roce 1718 ho otec vzal do Prahy k benediktinům, kteří hledali zpěváka–diskantistu pro svůj kostelní sbor. Stal se oblíbeným sólistou, ale po třech letech se nechal zlákat nabídkou z drážďanského chrámového sboru jezuitů a tajně utekl z Prahy. V Drážďanech se kromě zpěvu věnoval hře na housle a violu. Slavil velké úspěchy až do doby, kdy po nemoci ztratil hlas a vrátil se k rodičům. V domácím prostředí se jeho stav zlepšil, začal znovu zpívat a vzbudil zájem místní vrchnosti, pánů z Klenové. V roce 1723 se vrátil do Prahy, kde se zdokonaloval v pěveckém umění. Působil jako vokalista u jezuitů v Klementinu. Vystoupil také jako sólista v operních představeních pořádaných na počest korunovace Karla VI. českým králem.  Vystoupil ve sborech Fuxovy opery Costanza e Fortezza (Vytrvalost a síla) a jako Suspicio v Zelenkově hře Sub olea pacis et palma vitrutis.
V patnácti letech už nemohl zpívat diskantem, znovu se vrátil do rodného města. Živil se jako potulný muzikant a jeho hra na housle se výrazně zlepšila. S podporou pánů z Klenové byl v roce 1726 vyslán na cestu po Evropě v průvodu hraběte z Osteinu. Postupně procestoval řadu míst ve službách různých šlechticů a jako houslový virtuos získával značné renomé. Doložena jsou jeho působení např. ve Vídni, Sibini, Vratislavi nebo Varšavě, kde kolem roku 1730 konvertoval k luteránství.  Začátkem ledna 1732 přijal místo prvního houslisty v kapele saského kurfiřta Augusta II. Silného. Po jeho smrti se na doporučení Johanna Joachima Quantze přesunul do Drážďan a dne 17. 4. 1733 vstoupil do služeb pruského korunního prince Friedricha II. Jeho úkolem bylo hrát na pravidelných večerních koncertech houslová sóla, doprovázet krále při sólové hře na příčnou flétnu, po několik let též zpívat tenorové party a později také vyučovat hře mladé houslisty.  Roku 1740 se stal primistou a v roce 1771 koncertním mistrem pruské dvorské kapely. Začal také komponovat, většinou šlo o skladby pro housle. 
Benda se na Friedrichově dvoře těšil velké vážnosti a měl nezastupitelný podíl na tamním hudebním životě. Král Friedrich se na jeho prosbu postaral o vyvázání celé rodiny (rodiče i sourozenci) z poddanství a jejich přesídlení do Postupimi.  V roce 1739 uzavřel sňatek s Franciscou Louisou Stephanií, komornou markraběnky Wilhelminy von Bayreuth. Zemřela v roce 1758 a Benda se roku 1762 oženil s její sestrou.  S oběma manželkami měl osm dětí. Jeho synem byl komorní hudebník Friedrich Benda. Jeho dcera, zpěvačka Maria Carolina,se provdala za výmarského skladatele Ernsta Wilhelma Wolfa a stala se komorní zpěvačkou výmarské vévodkyně Anny Amalie. Jeho nejmladší dcera Juliane, skladatelka, zpěvačka a klavíristka, se v roce 1776 provdala za berlínského kapelníka a skladatele Johanna Friedricha Reichardta.
Ke konci života Bendu trápily v důsledku dny silné bolesti v prstech a ramenu, které si na královy náklady léčil v lázních. Koncertoval jen zřídka. Více se soustředil na pedagogickou práci, vychoval na 30 žáků. V roce 1763 dokončil svůj životopis, který byl určen výhradně pro jeho rodinu a potomstvo. Poprvé byl vydán až roku 1856 v berlínském nakladatelství. Zemřel v Postupimi 7. března 1786.

## Dílo

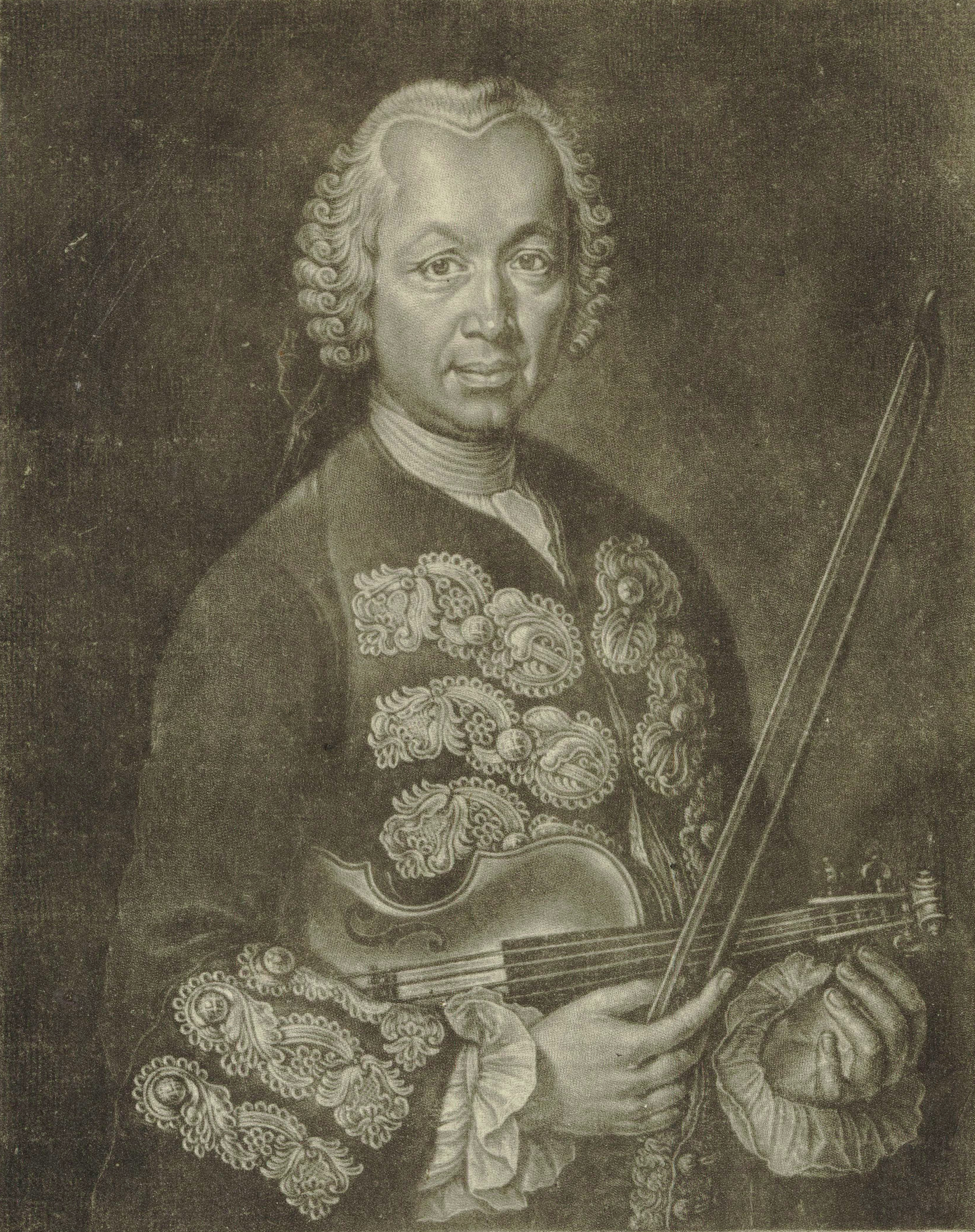
František Benda

Jako houslista se Benda vyznačoval brilantní virtuozitou a neobyčejně zpěvným tónem, celkovou hudebností a vnímavostí. K jeho vrcholným interpretacím patřila procítěná až patetická adagia. 
Jako autor uplatňoval živé prvky české světské melodiky a rytmiky, čímž se odpoutal od svých hlavních vzorů Vivaldiho a Tartiniho. Rozvíjí melodičnost a zpěvnost, hlavně v adagiových větách, a v houslových skladbách dochází až k náznakům sonátové formy. Vedle Stamice se jediný dopracoval osobitého slohu v houslové hře, nezávislého na italské tradici; v kompozičním stylu je považován za předchůdce klasicismu, patřil však spíše ke konzervativnímu skladatelskému proudu, který se nikdy plně neodpoutal od barokního stylu. Složil 15 houslových koncertů a více než sto dalších skladeb pro sólové housle (sonáty, triové sonáty, capriccia). V symfoniích dodržuje tehdy oblíbený třívětý typ barokní sinfonie neapolské.